# Ricardo Seirutti
Ricardo Orlando Seirutti García (ur. 31 lipca 1956 w Buenos Aires) – argentyński duchowny katolicki, biskup pomocniczy Kordoby od 2015.

## Życiorys
Święcenia kapłańskie przyjął 6 października 1988 z rąk kardynała Raúla Primatesty i został inkardynowany do archidiecezji Kordoby. Był m.in. wychowawcą w niższym seminarium duchownym, asystentem w diecezjalnym duszpasterstwie młodzieży oraz proboszczem parafii św. Jana Ewangelisty w Kordobie.
7 listopada 2015 papież Franciszek mianował go biskupem pomocniczym archidiecezji Kordoby oraz biskupem tytularnym Bela. Sakry udzielił mu 18 grudnia 2015 metropolia Kordoby - arcybiskup Carlos Ñáñez.